# Буркау
Буркау (нем. Burkau; в.-луж. Porchow) — коммуна в Германии, в земле Саксония. Подчиняется административному округу Дрезден. Входит в состав района Баутцен. Население составляет 2834 человека (на 31 декабря 2010 года). Занимает площадь 31,83 км².
В настоящее время деревня входит в состав культурно-территориальной автономии «Лужицкая поселенческая область», на территории которой действуют законодательные акты земель Саксонии и Бранденбурга, содействующие сохранению лужицких языков и культуры лужичан.
Официальным языком в населённом пункте, помимо немецкого, является лужицкий.

## Сельские округа
Коммуна подразделяется на 9 сельских округов.
- Аушковиц (Wučkecy)
- Бокка (Bukowc)
- Гросхенхен (Wulki Wosyk)
- Едлиц (Jědlica)
- Кляйнхенхен (Mały Wosyk; в состав входит также деревня Нерадецы)
- Нойхоф (Nowy Dwór)
- Панневиц (Panecy)
- Ташендорф (Ledźborecy)
- Ухист-ам-Таухер (Horni Wujězd)